# 吸蔵
吸蔵（きゅうぞう、英語occlusion）とは、気体や液体が固体内部に取り込まれる現象をいう。

## 概説
1866年、スコットランドの化学者トーマス・グレアムが、パラジウムに室温で自分の体積の650倍もの水素が吸収される現象を見いだし、名づけた。
今日、グレアムの発見について次のように説明される。すなわち、パラジウムは面心立方格子構造を成し、水素原子は隣り合うパラジウム原子同士の間に位置して、かなり速く移動することができる。常温で1気圧の気体水素中では、パラジウムの体積の740倍もの水素を吸蔵する。最大でパラジウム原子1個あたり水素原子0.607個の組成になるまで吸蔵でき、PdH0.6という固溶体を形成する。
さらに、かなり多くの金属・合金が、金属原子の2倍から3倍、ときには4倍近くになる多量の水素原子を吸蔵し、水素原子は金属の格子間に入ってかなり速く動き回ることができることが知られている。
特に吸収、吸着と区別して、気体または液体分子がある大きさの単位で一団となって固体中に取り込まれる場合や閉じ込められる場合を吸蔵と呼ぶことも多い。たとえば、溶液から結晶を成長させるときに結晶内に母液が取り込まれ泡を生成することや、固体反応で生成物中に気体が閉じ込められることなども吸蔵という。